# Cedusa ussurica
Cedusa ussurica är en insektsart som först beskrevs av Anufriev 1968.  Cedusa ussurica ingår i släktet Cedusa och familjen Derbidae. Inga underarter finns listade i Catalogue of Life.